# Psammotettix maritimus
Psammotettix maritimus är en insektsart som beskrevs av Jean Pierre Omer Anne Édouard Perris 1857. Psammotettix maritimus ingår i släktet Psammotettix och familjen dvärgstritar. Inga underarter finns listade i Catalogue of Life.